# QatarEnergy
QatarEnergy — катарская национальная нефтегазовая компания.

## История
Поиски нефти в Катаре в 1935 году начала Англо-Персидская нефтяная компания (современная BP), создав для этого дочернюю компанию Petroleum Development (Qatar) Ltd. Нефть была обнаружена в 1939 году (месторождение Духан), но из-за начала Второй мировой войны разработка началась в 1947 году, а первый танкер с катарской нефтью был отправлен в конце 1949 года. В 1952 году Royal Dutch Shell получила концессию на поиск нефти в прилегающих к Катану водах Персидского залива и создала дочернюю компанию Shell Company—Qatar. В 1960-х годах были открыты месторождения Идд Аль Шардди и Майдан Махзам, в 1970-х годах — Бул Хханин и Аль Бундук. В 1973 году правительство Катара приобрело 25-процентные доли в обоих компаниях, а в 1974 году увеличила доли до 60 %. В том же 1974 году была создана национальная нефтяная компания Qatar General Petroleum Corporation. В 1976 году она поглотила Petroleum Development (Qatar), а в 1977 году — Shell Company—Qatar. Половину мест в совете директоров, включая пост председателя, заняли члены правящей династии страны Аль Тани.
Первый НПЗ в Катаре был построен в 1953 году в Умм-Саиде, второй — в 1974 году, их производительности хватало только на внутренне потребление. В 1983 году начал работу новый НПЗ в Умм-Саиде, что позволило начать экспорт нефтепродуктов. Северное месторождение было открыто в 1971 году, последующее бурение подтвердило, что крупнейшее известное в мире месторождение природного газа. С иссяканием запасов нефти, всё большее значение для Катара начала иметь добыча природного газа. Ему было найдено разнообразное применение: производство электроэнергии, стали, цемента, удобрений, нефтехимической продукции, опреснение воды; для этого были созданы соответствующие дочерние структуры в составе Qatar General Petroleum Corporation. В 1984 году началось строительство инфраструктуры для разработки Северного, включавшей предприятия по переработке природного газа и производству сжиженного газа и жидкого топлива. Первая очередь проекта начала работу в 1991 году. Реализацией проекта занимается созданная в 1984 году компания Qatargas, контрольный пакет акций в ней принадлежит Qatar General Petroleum Corporation, миноритарные доли имеются у BP, Total и японских групп Marubeni и Mitsui.
В 2001 году название компании было изменено на Qatar Petroleum, а в 2021 году — на QatarEnergy.

## Деятельность
Доказанные запасы углеводородов Катара на конец 2020 года составляли 387,0 млрд баррелей н. э., из них нефти — 2,48 млрд баррелей, газового конденсата — 71,73 млрд баррелей, природного газа — 49,7 трлн м³.
Добыча нефти компанией QatarEnergy в 2020 году в среднем составляла 594,5 тыс. баррелей в сутки. Добыча природного газа 19 млн м³ в сутки.
Нефтепереработка — 106,7 тыс. баррелей в сутки на НПЗ, который находится в Умм-Саид. Ещё два НПЗ находятся в Рас-Лаффан, оба принадлежат Qatargas, один имеет производительность 160,6 тыс. баррелей в сутки, другой — 146 тыс. баррелей в сутки.
Кроме Катара компания имеет доли в проектах в Бразилии, Аргентине, Мексике, Конго, Мозамбике, Кипре, Омане, ЮАР, Кении, Кот-д’Ивуаре, Марокко, Намибии и Гайане.
Основные месторождения:
- Северное — открыто в 1971 году, разрабатывается с 1991 года после того, как был сооружён комплекс North Field Alpha в 80 км от берега Катара. Позже были созданы другие комплексы, такие как North Field Bravo (1996 год), RasGas Alfa (1999 год), Al Khaleej Gas Project (2005 год), Dolphin Project (2007 год), Pearl GTL (2011 год), Oryx GTL (2006 год). 563,5 млн м³ газа и 509,3 тыс. баррелей газового конденсата в сутки.
- Духан (Dukhan Field[англ.]) — открыто в 1939 году, единственное сухопутное месторождение Катара. 311 нефтяных скважин и 58 газовых; проводится интенсификация добычи с помощью закачки воды и углекислого газа. 174,8 тыс. баррелей нефти и 8,21 млн м³ газа в сутки.
- Майдан Махзам (Maydan Mahzam) — открыто в 1963 году, разрабатывается с 1965 года; морское, в 110 км от берега Катара. 18,1 тыс. баррелей нефти и 750 тыс. м³ газа в сутки.
- Бул Ханин (Bul Hanine) — открыто в 1965 году, разрабатывается с 1972 года, морское, в 120 км от берега Катара. 32,5 тыс. баррелей нефти и 920 тыс. м³ газа в сутки.
- Идд Эль Шарджи (Idd El Shargi) — открыто в 1960 году, разрабатывается с 1964 года, морское, в 85 км от берега Катара. До 2019 года оператором разработки была компания Occidental Petroleum. 64 тыс. баррелей нефти и 1,36 млн м³ газа а сутки.
- Аль Райян (Al Rayyan) — открыто в 1976 году, разрабатывается с 1996 года, морское, в 50 км от берега Катара. До 2017 года оператором разработки была компания Occidental Petroleum. 17 скважин, 4500 баррелей нефти в сутки.
- Аль Шахин (Al Shaheen Oil Field[англ.]) — открыто в 1970-х годах, разрабатывается с 1994 года, морское, в 80 км от берега Катара; частично перекрывается Северным месторождением, но на меньшей глубине. 243 тыс. баррелей нефти и 4,77 млн м³ газа в сутки. Оператор разработки с 2017 года — North Oil Company, совместное предприятие QatarEnergy (70 %) и TotalEnergies (30 %).
- Аль Халидж (Al Khalij) — открыто в 1991 году, разрабатывается с 1997 года, морское, в 130 км от берега Катара. 10,4 тыс. баррелей нефти в сутки. Оператор разработки и 40-процентная доля — TotalEnergies, QatarEnergy — 60 %.
- Аль Каркара и А-структуры (Al Karkara & A-Structures) — три небольших месторождения в 90 км от берега Катара, открыты в 1971 году, разработка началась в конце 1990-х годов Qatar Petroleum Development Company, совместным предприятием двух японских компаний, Cosmo Oil и Sojitz Corporation. 3,8 тыс. баррелей в сутки.
- Эль Бундук (El Bunduq) — открыто в 1965 году, разрабатывается с 1975 года, в совместном владении Катара и ОАЭ, оператор разработки — японская компания United Petroleum Development. 11,8 тыс. баррелей нефти и 1,19 млн м³ газа в сутки.